# Viola irinae
Viola irinae är en violväxtart som beskrevs av N.I. Zolotukhin. Viola irinae ingår i släktet violer, och familjen violväxter. Inga underarter finns listade i Catalogue of Life.